# جامعة البوليتكنيك في تورينو
جامعة العلوم التطبيقية في تورينو (بالإيطالية: Politecnico di Torino)‏ هي إحدى جامعات الهندسة ومقرها في تورينو في شمال إيطاليا. تأسست في عام 1859 وهي أقدم جامعة تقنية. تعتبر أيضاً واحدة من أرقى الجامعات في جميع أنحاء العالم في مجالات الهندسة المعمارية والهندسة.

## التاريخ
مثل مدارس التقنية (البوليتكنيك) الأخرى المعروفة في السنوات الأولى من القرن العشرين، كان لدى الجامعة عدة أهداف وبدأت في الاتصال بالعالم الأكاديمي الأوروبي والصناعة الإيطالية. بدأ علم الطيران كموضوع. جاء الطلاب من جميع أنحاء إيطاليا إلى تورينوووجدوا في المختبرات الجديدة التي تم إنشاؤها لدراسة مواضيع مختلفة تتراوح من الكيمياء إلى الهندسة المعمارية في جو إيجابي ومفيد. خلال شهر نوفمبر من عام 1958، تم افتتاح مجمع كبير من المباني الواقعة في كورسو دوكا ديجلي أبروتسي من أجل توسيع الحجم والتسهيلات التي يوفرها المقر التاريخي لقلعة فالنتينو (كاستيلو ديل فالنتينو)، والتي تم تقديمها في عام 1859 إلى المدرسة الفنية للمهندسين.
في التسعينيات، تم افتتاح حرم جامعي جديد في أليساندريا وبييلا وإيفريا وموندوفي.

## الحرم الجامعي
يستوحي الحرم الجامعي الإلهام من هيكل الأنجلو ساكسونية، من مباني متعددة الأغراض للتدريس والبحوث التطبيقية والخدمات للطلاب في تورينو، وشبكة إقليمية من المراكز التكنولوجية المكرسة لأنشطة البحث، ونقل التكنولوجيا، والتعليم المتخصص والخدمات إلى المنطقة.
تقع القاعدة التاريخية والتمثيلية لبوليتكنيكو في المدينة، على نهر بو: قلعة فالنتينو، منزل سافوي من القرن السابع عشر. وهو الحرم التعليمي الرئيسي للهندسة المعمارية ويبلغ مساحته 23 ألف متر مربع.
تم افتتاح المجمع الكبير في كورسو دوكا ديجلي أبروتسي بمساحة 122 ألف متر مربع، وهو الحرم الرئيسي للهندسة في عام 1958 واكتمل من قبل سيتاديلا بوليتيكنيكا: مجمع حديث بمساحة 170 ألف متر مربع المجاور للمبنى الرئيسي، بما في ذلك المناطق المخصصة للطلاب وأنشطة البحث ونقل التكنولوجيا والخدمات.
أحدث حرم جامعي هو قلعة التصميم والتنقل المستدام، في منطقة مجاورة لمؤسسة تصنيع ميرافيوري، منشأة تصنيع فيات التي تم إعادة تصميمها بالإضافة إلى مبنى لينغوتو، الذي يستضيف المدرسة الرئيسية.

## الطلاب والتدريس
الطلاب

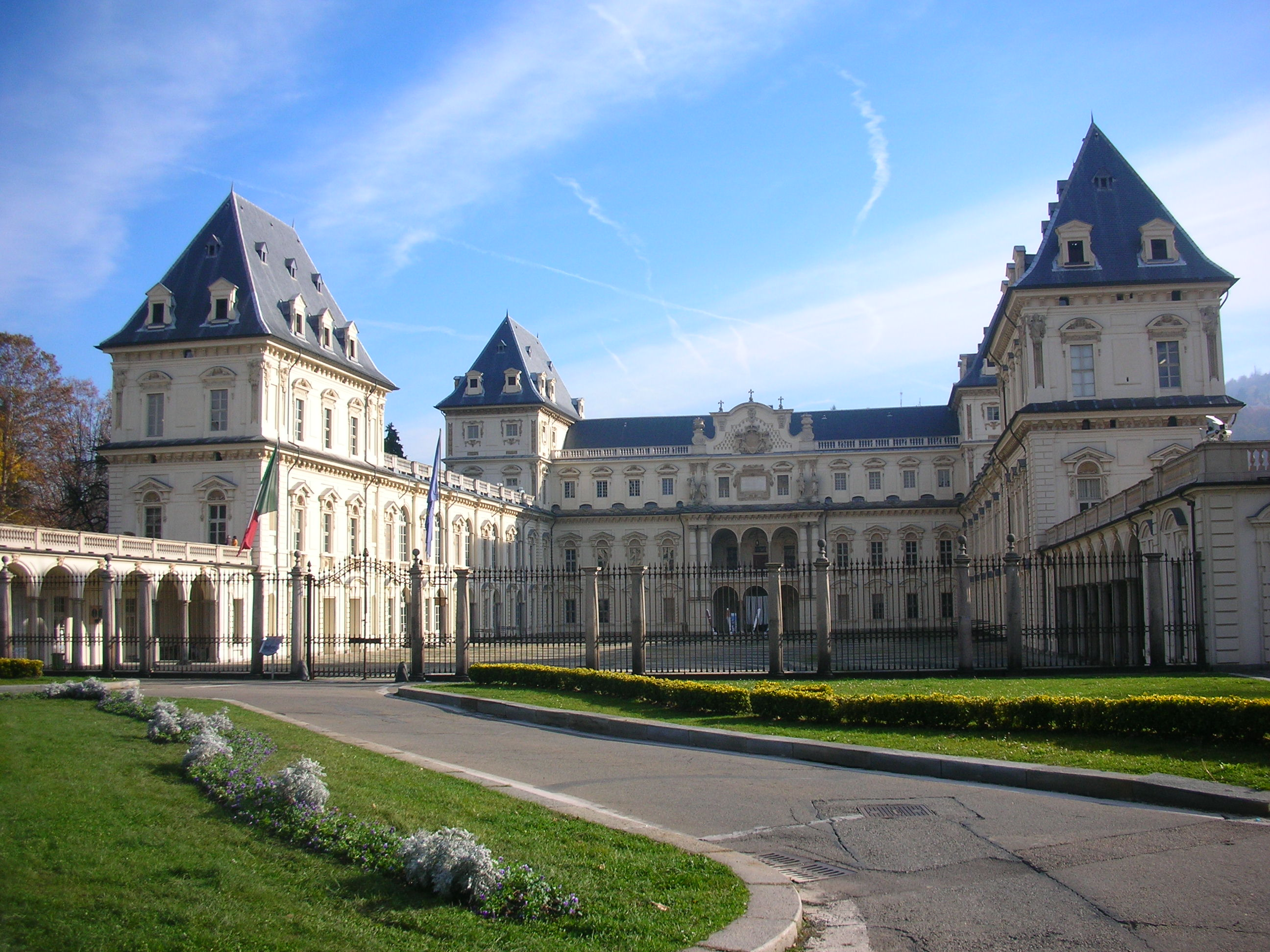
مدرسة الهندسة المعمارية: كاستيلو ديل فالنتينو

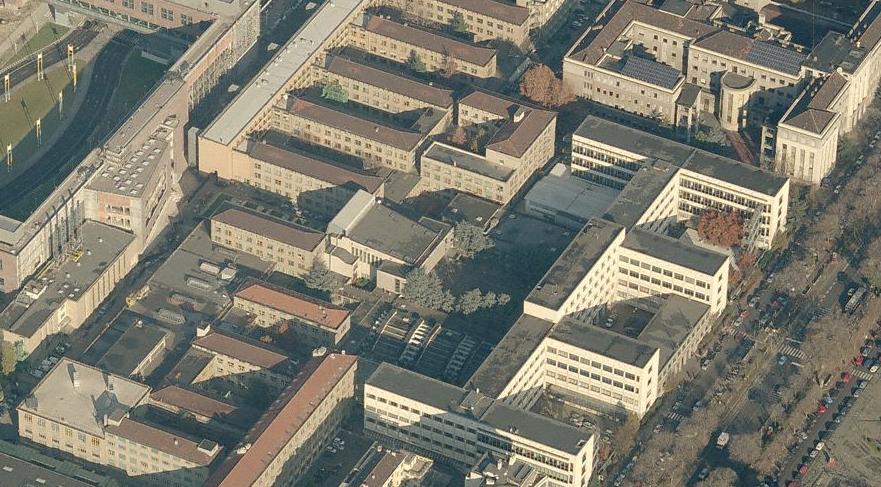
الحرم الجامعي

- 32,000 طالب (العام الدراسي 2012/2013)
- 30% نساء
- 42% طلاب من خارج بيدمونت
- 16.5% الطلاب الدوليين
- 4900 طالب في السنة الأولى (العام الدراسي 2012/2013)
- 12% طلاب السنة الأولى الدوليين
- 400 طالب ماجستير تخصص
- 633 طالب دكتوراه (العام الدراسي 2012/2013)

البرامج
- 28 برنامج درجة (مستوى الدورة الأولى - بكالوريوس)
- 32 برنامج ماجستير (مستوى الدورة الثانية - ماجستير)
- 18 دورة كاملة في اللغة الإنجليزية
- 6 أنا مستوى التخصص الماجستير
- 27 ماجستير تخصص المستوى الثاني
- 24 برنامج دكتوراه
- 6 برامج تدريبية متقدمة
- 1 برنامج التخصص

الخريجون
5371 خريجًا في عام 2012
- 2,802 من خريجي المرحلة الأولى (بكالوريوس)

(متوسط العمر: 24 سنة)
- 2569 من خريجي المرحلة الثانية (ماجستير)

(متوسط العمر: 26 سنة)
معدل توظيف طلبة الحلقة الثانية (ماجستير) سنة واحدة بعد التخرج (الملوريا - def. ISTAT-Workforce): 74.5% (أعلى من المتوسط الوطني 60٪) 42% لديهم عقود دائمة (أعلى من المعدل الوطني 34٪)

## أبحاث
يتم تنظيم الأنشطة البحثية، على وجه الخصوص، في أربعة مجالات كلية: الهندسة الصناعية. تكنولوجيا المعلومات؛ الإدارة والهندسة الرياضية؛ الهندسة المدنية والبيئية والعمارة والتصميم.
الأقسام
الروحان اللذان يميزان الأقسام هما البحث والتدريس. تقوم الأقسام بالفعل بمهام التنسيق وتعزيز البحث وتنظيم وإدارة النشاط التعليمي، بعد الإصلاح الأخير لنظام الجامعة.
- DAD - قسم العمارة والتصميم

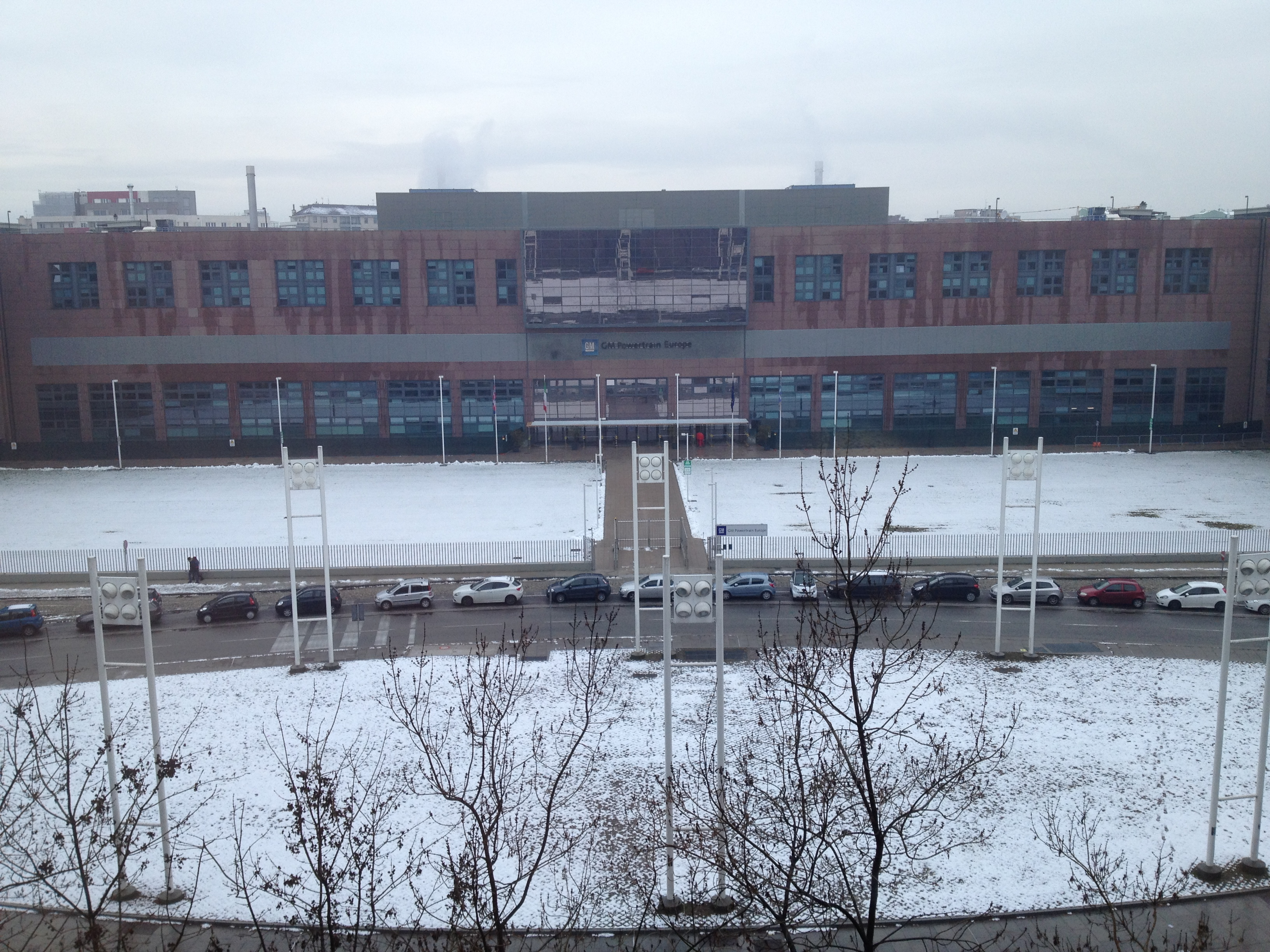
جنرال موتورز أوروبا : منشأة بحثية داخل المدرسة تشارك في تطوير محركات الديزل الهجينة

- DAUIN - قسم التحكم وهندسة الحاسبات
- DENERG - وزارة الطاقة
- DET - قسم الإلكترونيات والاتصالات
- DIATI - قسم البيئة والأراضي وهندسة البنية التحتية
- DIGEP - قسم الإدارة وهندسة الإنتاج
- DIMEAS - قسم الهندسة الميكانيكية والفضائية
- DISAT - قسم العلوم التطبيقية والتكنولوجيا
- DISEG - قسم الهندسة الإنشائية والجيوتقنية وهندسة البناء
- DISMA - قسم العلوم الرياضية
- DIST - قسم الدراسات والتخطيط الإقليمي والحضري بين الجامعات

## العالمية
حصلت جامعة البوليتكنيك في تورين على لقب «الجامعة الأوروبية» من قبل المفوضية الأوروبية. جنبا إلى جنب مع 6 جامعات فنية أوروبية أخرى، شكلت جامعة البوليتكنيك في تورينو تحالف UNITE! (شبكة الجامعة للابتكار والتكنولوجيا والهندسة).
الهدف من المشروع هو إنشاء حرم جامعي عبر أوروبا، لتقديم مناهج عبر أوروبا، لتعزيز التعاون العلمي بين الأعضاء وتعزيز نقل المعرفة بين الدول. يضم التحالف جامعة دارمشتات التقنية، وجامعة آلتو، ومعهد KTH الملكي للتكنولوجيا، وجامعة البوليتكنيك في تورين، وجامعة كاتالونيا للفنون التطبيقية وجامعة لشبونة.
لدى الجامعة اتفاقية مع جامعة تورين للفنون التطبيقية في طشقند بأوزبكستان. تقوم بإعداد الطلاب في مجال الهندسة الميكانيكية والميكاترونكس (ماجستير فقط في العلوم ولكن تم إغلاق الدورة في عام 2015) وعلوم الكمبيوتر والهندسة المدنية.

### الدورات
الدورات الرئيسية المقدمة هي الهندسة المعمارية، الهندسة المعمارية، التصميم الصناعي، هندسة الطيران، هندسة السيارات، الهندسة الطبية الحيوية، الهندسة الكيميائية، الهندسة المدنية، هندسة الكمبيوتر، الهندسة الكهربائية، الهندسة الإلكترونية، الهندسة البيئية، هندسة الطاقة، الفيزياء الهندسية، هندسة المواد، الميكانيكية الهندسة والميكاترونكس وهندسة التعدين والهندسة النووية وتكنولوجيا النانو وهندسة الإنتاج وهندسة البترول وهندسة الاتصالات وهندسة النسيج.

## البحث

### تحالفات البحث

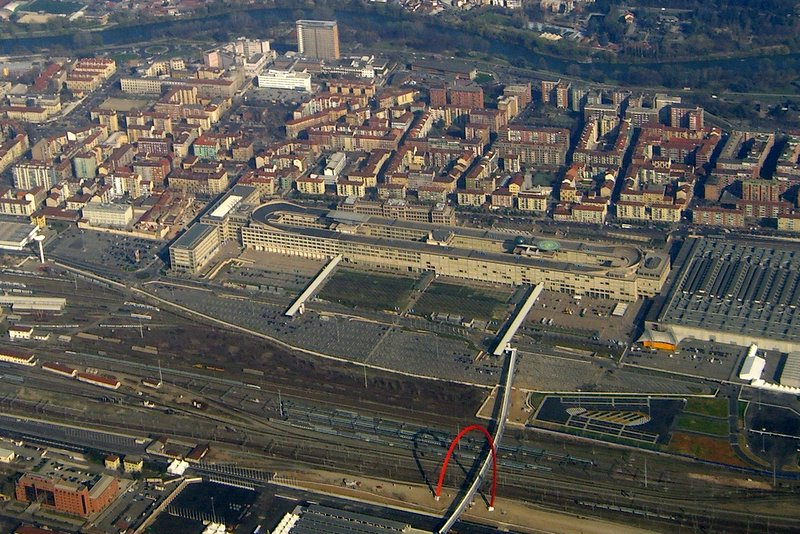
فيات - لينغوتو

لدى البوليتكنيك روابط بحثية مع شركات محلية ودولية، تصل إلى حوالي 700 عقد بحث سنوي مع شركات مثل: تاليس إلينيا سبيس وإنتل وموتورولا وكومباك وفيراري وفيات وليوناردو وجنرال موتورز وتيليكوم إيطاليا وأغستا وآي بي إم ومايكروسوفت ونوكيا وبيتيتفارينا وبوش وجنرال إلكتريك وإس تي ميكروإلكترونكس.

## العضوية
الجامعة عضو في
- CLUSTER (اتحاد يربط جامعات العلوم والتكنولوجيا بالتعليم والبحث) وهو عبارة عن شبكة من الجامعات الأوروبية الرائدة في مجال التكنولوجيا.
- الشبكة الأوروبية للتدريب والبحث في الهندسة الكهربائية
- شبكة كبار المديرين الصناعيين لأوروبا (TIME)
- شبكة تخطيط التنمية المكانية الأوروبية (ESDP).
- شبكة الجامعة للابتكار والتكنولوجيا والهندسة (UNITE! )

## التصنيف
وفقًا لتصنيف ARWU لعام 2013، تحتل الجامعة المرتبة الأولى في إيطاليا والرابعة في أوروبا للهندسة. في عام 2018، وفقًا لتصنيفات جامعة كيو إس العالمية بين جامعات الهندسة، فقد احتلت المرتبة 33 في العالم. في عام 2013، كانت في المرتبة 68 على نفس الترتيب وفي الهندسة الكهربائية احتلت الجامعة المرتبة الأولى في إيطاليا والثامنة في أوروبا والمرتبة 30 في العالم.
تم تصنيف حاضنة الأعمال والمشاريع المبتكرة بالجامعة " I3P " في عام 2014 كأفضل 5 في أوروبا والمرتبة 15 في العالم حسب مؤشر UBI
الجامعة هي أكبر متلق وطني لتمويل الأبحاث.
تم تصنيف برنامج هندسة السيارات، الذي تم تصميمه بالتعاون مع مجموعة فيات، باستمرار بين أفضل ثلاثة برامج في أوروبا على مدار السنوات العشر الماضية.

## خريجون بارزون
- كارلو دي بينيديتي
- جون إلكان
- جاليليو فيراريس
- فيلفريدو باريتو

## الفرص المهنية
يجد معظم الخريجين الحاصلين على درجة الماجستير وظائف في غضون أيام قليلة بعد التخرج. تم إنشاء قسم خاص يسمى Stage & Jobs لتحسين الاتصال بين الطلاب والصناعة.
تم إنشاء فرع جامعي من الجمعية الفخرية لـ معهد مهندسي الكهرباء والإلكترونيات، في عام 2017.

## وصلات خارجية
- موقع الجامعة الإلكتروني باللغة الإيطالية
- موقع CLUSTER (اتحاد يربط جامعات العلوم والتكنولوجيا للتعليم والبحث) باللغة الإنجليزية
- موقع جامعة تورين للفنون التطبيقية في طشقند باللغة الإنجليزية